# Të ka lali shpirt
Të ka lali shpirt är en sång framförd av sångerskan Silva Gunbardhi tillsammans med hiphopparna Mandi och Dafi. Låten är skriven av 2 Step med musik och arrangemang av Alfred Sula.
Låten släpptes den 18 januari 2013 då dess video publicerades på Youtube. Låtens video på Youtube fick snabbt miljontals visningar och redan efter en månad var den en av de mest visade albanska videorna någonsin. Sommaren 2014 nådde den över 40 miljoner visningar, överlägset flest för en albansk musikvideo. I april 2021 hade originallåten över 591 miljoner visningar på Youtube.

## Coverversioner
I juli 2013 släppte den bulgariska sångerskan Desi Slava en version av låten på bulgariska med titeln "Pusni go pak" tillsammans med en av de ursprungliga sångarna Mandi samt Ustata. Till versionen släpptes även en officiell video.
2014 gjorde den israeliska sångerskan Sarit Hadad en coverversion av låten på hebraiska med titeln "al toahv oti" (אל תאהב אותי). Året efter gjorde den libanesiska sångerskan Amal Hijazi en cover på arabiska med titeln "El layli".